# 十文字青
十文字 青（じゅうもんじ あお）は、日本の小説家・ライトノベル作家。北海道北斗市出身。北海道大学文学部卒業。

## 人物
ペンネームは本来「十神霙」であったが「霙」が読めないという理由で「十文字青」に変更した。最初に書き上げた小説は『薔薇のマリア』の原型となった物語である。2003年、『純潔ブルースプリング』で『第7回角川学園小説大賞』特別賞を受賞した。2004年、『薔薇のマリア』の原型が改訂され『薔薇のマリア I.夢追い女王は永久に眠れ』でデビューした。
デビュー前はストリートミュージシャンをした経験があり、自作のCDを売っていたこともあった。また『薔薇のマリア』のドラマCDでは謎の吟遊詩人「rosen」名義で挿入歌「Don't make me alone」の作詞、作曲、ボーカルにも参加している。
ライトノベル作家の中でもかなりの速筆家であり、2015年には年間13冊を刊行した。

## 作品リスト

### 小説

#### シリーズ作品
- 薔薇のマリア（角川スニーカー文庫、イラスト：BUNBUN、2004年11月30日 - 2014年5月1日、全27巻〈本編21巻+外伝6巻〉）[4]
  - ノラ猫マリィ（角川書店、イラスト：BUNBUN、2016年9月30日 - 、既刊1巻）[5]
- ANGEL+DIVE（一迅社文庫、イラスト：青稀シン、2008年5月20日 - 、既刊6巻）[6]
- いつも心に剣を（MF文庫J、イラスト：kaya8、2009年2月25日 - 2010年4月23日、全5巻）[7]
- ばけてろ（角川スニーカー文庫、イラスト：みことあけみ、2009年9月30日 - 2010年1月30日、全2巻）[8]
- 第九シリーズ
  - ぷりるん。〜特殊相対性幸福論序説〜（一迅社文庫、イラスト：ま@や、2009年7月18日）[9]
  - ヴァンパイアノイズム（一迅社文庫、イラスト：ま@や、2009年9月19日）[10]
  - 絶望同盟（一迅社文庫、イラスト：ま@や、2010年2月20日）[11]
  - 萌神（一迅社文庫、イラスト：ま@や、2010年7月20日）[12]
- 黒のストライカ（MF文庫J、イラスト：硯、2010年10月25日 - 2012年2月24日、全5巻）[13]
- 聖断罪ドロシー（角川スニーカー文庫、イラスト：すぶり、2012年8月1日 - 2013年7月1日、全3巻）[14]
- 一年十組の奮闘（MF文庫J、イラスト：しらび、2012年8月24日 - 2013年4月25日、全3巻）[15]
- 最果ての東（講談社ラノベ文庫、イラスト：THORES柴本、2013年5月31日 - 、既刊2巻）[16]
- 灰と幻想のグリムガル（オーバーラップ文庫、イラスト：白井鋭利、2013年6月25日 - 、既刊23巻〈本編21巻+短編集2巻〉）[17]
- 大英雄が無職で何が悪い（オーバーラップ文庫、イラスト：エレクトさわる、2014年5月25日 - 、既刊3巻、『小説家になろう』にて連載中[18]）[19]
- 断末のミレニヲン（角川スニーカー文庫、イラスト：so-bin、2015年1月1日 - 、既刊2巻）[20]
- サクラ×サク（ダッシュエックス文庫、イラスト：吟、2015年1月23日 - 、既刊4巻）[21]
- Elysion 二つの楽園を廻る物語（原作：Sound Horizon、角川書店、イラスト：左、2015年2月14日 - 2015年6月27日、全2巻）[22]
- Roman 冬の朝と聖なる夜を廻る君の物語（原作：Sound Horizon、角川書店、イラスト：左、2016年2月3日 - 2016年7月2日、全2巻）[23]
- 境界探偵モンストルム（NOVEL 0、イラスト：晩杯あきら、2016年3月15日 - 、既刊2巻）[24]
- 魔法使いと僕（オーバーラップ文庫、イラスト：細居美恵子、2016年8月25日 - 、既刊1巻）[25]
- 僕は何度も生まれ変わる（角川スニーカー文庫、イラスト：だーくろ（gumi/gg2）、2018年7月1日 - 、既刊2巻）[26]
- 第四大戦（ノベリズム文庫〈電子書籍〉、イラスト：玲汰、2021年4月26日 / ハガネ文庫、イラスト：玲汰、2024年5月15日 - 、既刊2巻）[27][28]
- 恋は暗黒。（MF文庫J、イラスト：BUNBUN、2022年8月25日 - 、既刊3巻）[29]
- いのちの食べ方（原作・プロデュース：Eve、MF文庫J、イラスト：lack、2022年9月22日 - 、既刊5巻）[30]
- 戦国涅槃（ダンガン文庫、イラスト：増田幹生、2025年1月31日 - 、既刊1巻）[31]

#### 単巻作品
- 純潔ブルースプリング（角川書店、封面イラスト：石居麻耶、2009年8月25日）[32]
- ぼくのうた（幻狼ファンタジアノベルス、イラスト：加藤たいら、2010年7月30日）[33]
- シャギーロックヘヴン（幻狼ファンタジアノベルス、イラスト：moz、2010年10月29日）[34]
- メガクルイデア（幻狼ファンタジアノベルス、イラスト：mebae、2011年1月31日）[35]
- 全滅なう（一迅社文庫、イラスト：ま＠や、2011年8月20日）[36]
- 果てなき天のファタルシス（星海社FICTIONS、イラスト：ネコメガネ、2013年3月15日）[37]
- マイワールド（星海社FICTIONS、イラスト：ヒコ、2013年12月17日）[38]
- 実存系ドグマストラ 勇者タケジョーの青き流転（T-LINE NOVELS、イラスト：聡間まこと、2015年2月6日）[39]
- 私の猫（書肆imasu、2024年5月）[40]
- パルパネルは再び世界を救えるのか（MF文庫J、イラスト：しおん、2024年9月25日）[41]

#### 連載
- 第四大戦（Novelism、イラスト：玲汰、2020年9月1日 - ）[42]
- トロール猫は語らない（peep、イラスト：羊歯、2020年10月26日 - ）[43]

#### 雑誌・アンソロジー・WEB掲載
- アネヒナさんは誰を殺したのか（『カドカワキャラクターズ ノベルアクト 1』、角川書店、2010年9月22日）[44]
- 殲滅ルキファー（『ザ・スニーカー』2011年2月号・2011年4月号、角川書店、イラスト：ky、2010年12月27日・2011年2月28日）[45]
- 小さな僕の革命（『S-Fマガジン 2012年2月号』、早川書房、2011年12月24日）[46]
- 私の猫（『星海社カレンダー小説2012（上）』、星海社、2012年7月14日）[47]
- 生きとし生ける僕は死を喰らうけもの（『第3回MF文庫J evo』参加短編、KADOKAWA、2024年8月23日[48]）

#### 文芸同人
- ハートブレイク魔法少女さくら（『正常小説。』、ラノベ作家休憩所、イラスト：飯沼俊規、2011年8月14日）[49]
- キヨ×フォーエバー（『中性小説。』、ラノベ作家休憩所、2012年8月12日）[50]
- 星屑一号（『流星小説。』、ラノベ作家休憩所、2013年8月11日）[51]
- 僕らの戦争は終わっていない（『救世小説。』、ラノベ作家休憩所、2014年8月15日）[52]
- ウィッチヘイズ・プロトコル（『求刑小説。』、ラノベ作家休憩所、2015年8月14日）[53]
- 001（『流麗小説。』、ラノベ作家休憩所、2016年8月14日）[54]
- 五十一歳の地図（『爽快小説。』、ラノベ作家休憩所、2019年8月11日）[55]

### 漫画原作
- 薔薇のマリア（『ビーンズエース』2007年Vol.6 - 2009年Vol.18、キャラクターデザイン：BUNBUN、作画：是美三々、全3巻）[56]

### アニメ
- Fairy gone フェアリーゴーン（シリーズ構成・脚本、2019年）[57]

### ゲーム
- コードギアス Genesic Re;CODE（各編シナリオ、2021年 - 2023年）[58]